# Бурхард I (герцог Швабии)
Бу́рхард I (нем. Burchard I; 855/860 — 5 или 23 ноября 911, казнён) — герцог Швабии, маркграф Реции, граф в Тургау и Баре, сын Адальберта II Светлейшего, графа в Тургау и Альпгау.

## Биография

### Правление
Бурхард I происходил из династии Бурхардингеров. В исторических источниках его называют «князем Алеманнии». После Рудольфа из дома Вельфов стал маркграфом Реции. Был графом в Тургау, в 889 году упоминается как граф в Баре.
После смерти короля Арнульфа многие представители знати стали усиливать своё влияние в бывших племенных герцогствах. Бурхард, имевший владения в бывшей Алеманнии, уже в 909 году упоминается в официальных документах как герцог. Бурхард в это время был самым могущественным феодалом в Швабии.
В 911 году королём Германии был избран герцог Франконии Конрад, который захотел попробовал утвердиться как наследственный король. При этом он вступил в конфликт со многими герцогами, недовольными таким развитием событий. В конце 911 года Бурхард был обвинён графом Ансельмом в узурпировании королевского авторитета, был признан виновным в государственной измене и казнён. Его сыновья были вынуждены бежать к родственникам в Италию, а владения были конфискованы.

### Семья
Жена: с 882 года — Лиутгарда (840/850 — 17 ноября 885), дочь Людольфа, маркграфа Остфалии, вдова Людовика III Младшего, короля Саксонии и Баварии.
- Бурхард II (883/884 — 28 апреля 926), герцог Швабии с 917 года
- Удальрих (884/885 — после 917), граф в Цюрихгау в 902/914—915 годах, граф в Тургау в 912/917 году.